# 8819 Chrisbondi
8819 Chrisbondi là một tiểu hành tinh vành đai chính với chu kỳ quỹ đạo là 1695.8484499 ngày (4.64 năm).
Nó được phát hiện ngày 14 tháng 9 năm 1985.